# Promotion League 2014-2015
La Promotion League 2014-2015 è la 118ª edizione del terzo campionato svizzero di calcio e la 3ª edizione dopo la riforma che ha ridotto la categoria ad un solo girone.

## Squadre partecipanti
| Club             | Città      | Stadio                     |
| ---------------- | ---------- | -------------------------- |
| Basilea II       | Basilea    | Rankhof                    |
| Breitenrain      | Berna      | Spitalacker                |
| Brühl            | San Gallo  | Paul Grüninger             |
| Étoile Carouge   | Carouge    | La Fontenette              |
| Delémont         | Delémont   | La Blancherie              |
| Köniz            | Köniz      | Sportplatz Liebefeld       |
| Locarno          | Locarno    | Stadio del Lido            |
| Neuchâtel Xamax  | Neuchâtel  | La Maladière               |
| Old Boys Basilea | Basilea    | Schützenmatte              |
| Rapperswil-Jona  | Rapperswil | Stadio Grünfeld            |
| San Gallo II     | San Gallo  | Sportanlage Espenmoos      |
| Sion II          | Sion       | Stade Tourbillon           |
| Stade Nyonnais   | Nyon       | Centre sportif de Colovray |
| Tuggen           | Tuggen     | Linthstrasse               |
| YF Juventus      | Zurigo     | Utogrund                   |
| Zurigo II        | Zurigo     | Heerenschürli              |

## Classifica finale
|  | Pos. | Squadra          | Pt | G  | V  | N  | P  | GF | GS | DR  |
|  | ---- | ---------------- | -- | -- | -- | -- | -- | -- | -- | --- |
|  | 1.   | Neuchâtel Xamax  | 70 | 30 | 22 | 4  | 4  | 79 | 31 | +48 |
|  | 2.   | Köniz            | 57 | 30 | 17 | 6  | 7  | 60 | 34 | +26 |
|  | 3.   | Breitenrain      | 49 | 30 | 13 | 10 | 7  | 50 | 40 | +10 |
|  | 4.   | YF Juventus      | 47 | 30 | 13 | 8  | 9  | 54 | 52 | +2  |
|  | 5.   | Sion II          | 44 | 30 | 13 | 5  | 12 | 51 | 50 | +1  |
|  | 6.   | Rapperswil-Jona  | 44 | 30 | 13 | 5  | 12 | 46 | 48 | -2  |
|  | 7.   | Étoile Carouge   | 43 | 30 | 12 | 7  | 11 | 41 | 39 | +2  |
|  | 8.   | Zurigo II        | 43 | 30 | 13 | 4  | 13 | 48 | 50 | -2  |
|  | 9.   | Stade Nyonnais   | 42 | 30 | 12 | 6  | 12 | 39 | 37 | -2  |
|  | 10.  | San Gallo II     | 41 | 30 | 12 | 5  | 13 | 52 | 51 | +1  |
|  | 11.  | Basilea II       | 40 | 30 | 12 | 4  | 14 | 57 | 55 | +2  |
|  | 12.  | Tuggen           | 35 | 30 | 11 | 2  | 17 | 41 | 64 | -23 |
|  | 13.  | Brühl            | 33 | 30 | 10 | 3  | 17 | 45 | 64 | -19 |
|  | 14.  | Old Boys Basilea | 31 | 30 | 8  | 7  | 15 | 42 | 52 | -10 |
|  | 15.  | Locarno          | 29 | 30 | 8  | 5  | 17 | 38 | 54 | -16 |
|  | 16.  | Delémont         | 27 | 30 | 6  | 9  | 15 | 42 | 64 | -22 |

Legenda:

      Promosso in Challenge League 2015-2016.
      Retrocesso in Prima Lega 2015-2016.

Note:

Tre punti a vittoria, uno a pareggio, zero a sconfitta.